# Puta's Fever
Puta's Fever és el segon àlbum de música editat del grup Mano Negra. Va ser editat l'1 de setembre de 1989 i gravat a Mix lt de París el mateix any.

## Llista de cançons
| 1.  | "Mano Negra"          | (Manu Chao)                             | 0:57 |
| 2.  | "Rock 'N' Roll Band"  | (Manu Chao)                             | 2:33 |
| 3.  | "King Kong Five"      | (Manu Chao / Mano Negra)                | 1:56 |
| 4.  | "Soledad"             | (Manu Chao)                             | 2:34 |
| 5.  | "Sidi H' Bibi"        | (Tradicional arranjament de Mano Negra) | 2:36 |
| 6.  | "The Rebel Spell"     | (Manu Chao)                             | 2:01 |
| 7.  | "Peligro"             | (Tradicional arranjament de Mano Negra) | 2:52 |
| 8.  | "Pas Assez De Toi"    | (Manu Chao)                             | 2:19 |
| 9.  | "Magic Dice"          | (Manu Chao)                             | 1:23 |
| 10. | "Mad House"           | (Manu Chao / Joe Dahan)                 | 2:40 |
| 11. | "Quayaquil City"      | (Manu Chao / Thomas Darnal)             | 3:01 |
| 12. | "Voodoo"              | (Manu Chao)                             | 3:00 |
| 13. | "Patchanka"           | (Manu Chao)                             | 3:05 |
| 14. | "La Rançon Du Succès" | (Manu Chao)                             | 1:57 |
| 15. | "The Devil's Call"    | (Manu Chao)                             | 1:42 |
| 16. | "Roger Cageot"        | (Manu Chao / Daniel Jamet)              | 2:27 |
| 17. | "El Sur"              | (Manu Chao)                             | 1:00 |
| 18. | "Patchuko Hop"        | (Joe King Carasco)                      | 2:28 |

## Formació
- Oscar Tramor (Manu Chao) – veus i guitarra
- Tonio Del Borño (Antoine Chao) – Trompeta i veus
- Santiago "El Águila" Casariego – Bateria i veus
- Garbancito (Philippe Teboul) – Percussió i veus
- Roger Cageot (Daniel Jamet) – Guitarra i veus
- Jo (Olivier Dahan) – baix elèctric i veus
- Helmut Krumar (Thomas Darnal) – Teclats i veus
- Krøpöl 1r (Pierre Gauthé) – Trombó i veus

## Músics convidats
- Mme Oscar (Anouk), veu.
- Napo "Chihuahua" Romero, veu.
- Alain "L'Enclume De Choisy" Wampas, contrabaix i veu.
- Zofia, veu.